# Tifrit n'ath Oumalek
Tifrit n'Ath Oumalek est un village de Grande Kabylie, au nord-est de l'Algérie. Il fait partie des hameaux des At Idjeur.

## Situation
Situé dans la commune d'Idjeur relevant de la daïra de Bouzeguene,wilaya de Tizi Ouzou, le village est entouré de six villages limitrophes (Bouaoun, Iguersafène, Mehagga, Ighil-Boukiassa, Aït Aïcha, Ighrayen ), la communauté d'environ 2 000 habitants est composée d'au moins vingt-et-un (21) clans (Adrum, Iderma).

## Vie économique
Tifrit N'Ath Oumalek est un village traditionnellement porté sur l’activité agricole de montagne et de subsistance en général dont l’élevage, à majorité bovin, occupe une bonne place, élevage apicole (produit de la ruche miel, pollen,....
Le commerce est une autre activité qui procure également quelques ressources à certains de ses habitants mais il se limite à l’alimentation générale et autres produits de consommation courante. Des capitaux fournis par la communauté établie à l'étranger (en grande partie en France), récoltés au moyen de cotisations mensuelles ou de dons a permis d’aider les villageois à réaliser des projets à la mesure de leurs ambitions.

## Vie cultuelle
Tifrit n'Ath Oumalek est un village connu et surtout réputé pour son saint, Sidi M'hand Oumalek, qui s’y est établi à la fin du XVe siècle, sa zaouïa fut fondée entre 1467 et 1496, selon les sources. Le village est souvent confondu avec le village de Tifrit n'Aït el Hadj qui abrite le tombeau d'un autre saint.

## Vie culturelle
Les jeunes de Tifrit n'Ath Oumalek ont fondé leur association culturelle dénommée Assirem « Tiddukla Tadelsant Assirem ». Elle a été créée au début des années 1990. Cette dernière est un espace de rencontre pour l’ensemble des catégories de la société. Elle dispose de plusieurs commissions, dont la commission scientifique est la plus active.

## Les familles « Iderma »
Tifrit n’ath Oumalek se compose d’environ vingt et un (21) familles ou (clans), en kabyle Adrum (Iderma), dont l’histoire est riche et diverse :
1. Ath Ahmed: Sehib, Mouhoune, Mouhouni, Mouhache.
2. Ath Mhand: Hamidi,Hami, Saim,
3. Ath El-Houcine: Bessaha,
4. Ath Oumokrane: Sail, Mokrani, Amokrane, Mehleb, Mouhouni,
5. Ath Mhand-Said: Saci, Sabi, Mouhad, Mouhoud, Mehoun, Mouhoun,
6. Ath Taîb: Mouhous,
7. Ath Abd-Erahmane: Chikhi, Souhad, Ait Abderahmane,
8. Ath Tahar: Tahir, Cheref, Meziani, Mehleb,
9. Ath Touati: Touati, Touadi,
10. Ath El mahdi: Chiker, Chik, Mehdid,
11. Ath Bessâa: Bessam,
12. Ibeâzizene:  Bezih,
13. Ihidouchene: Aidoun,
14. Iyedibene: Dib, Aouchiche,
15. Ath Bougueâa: Belgaîd,
16. Ath Bessâa-Ouaâli: Bessah,
17. Ath Cheikh: Mouheb,
18. Ath Oulefqi: Lasefri,
19. Ath Eldjoudi:
20. Derriche:
21. Ath Salah: